# 久保豊四郎
久保 豊四郎（くぼ とよしろう、1882年（明治15年）2月6日 - 没年不詳）は、日本の内務・警察官僚。官選県知事。

## 経歴
富山県出身。久保理平の息子として生まれる。第四高等学校を卒業。1908年、東京帝国大学法科大学法律学科（独法）を卒業。内閣属となり統計局に配属。1910年11月、文官高等試験行政科試験に合格。1911年、内務省に転じ長崎県属となる。
以後、長崎県事務官補、静岡県理事官・視学官、福岡県理事官・視学官、愛知県事務官、茨城県警察部長、関東庁参事官などを歴任。1922年、欧米各国に出張。1923年に帰国し関東庁事務官を兼任。さらに同庁警務局長を務めた。
1928年5月11日、鳥取県知事に就任。特定の政党に偏らない行政を行い信頼された。緊縮財政を実行し経費の節減に務めた。1930年8月26日、岩手県知事に転任。不況対策に尽力し、失業救済農山漁村臨時対策低利資金貸付規則を制定した。1931年12月18日に知事を依願免本官となり退官した。
退官後は金沢市助役を務めた。